# メトリジン
メトリジン(Metridin、EC 3.4.21.3)は、酵素である。この酵素は、Tyr-、Phe-、Leu-結合を選択的に切断し、Trp-に対してはほとんど作用を持たない。
この酵素は、ヒダベリイソギンチャク(Metridium senile)から単離された。